# オフリド合意
オフリド枠組合意（オフリドわくぐみごうい、マケドニア語: Охридски рамковен договор / Ohridski ramkoven dogovor、アルバニア語: Marrëveshja Kornizë e Ohrit、英語: Ohrid Framework Agreement）は、マケドニア共和国政府と、同国のアルバニア人の代表者の間で2001年8月13日に交わされた合意である。これによってマケドニア共和国治安維持部隊と民族解放軍との間で続いていたマケドニア紛争が終結し、アルバニア人の民族的権利を向上させる土台が形作られた。
合意には公用語の追加も含まれており、話者数が人口の20%を超える言語はマケドニア語とともに公用語となることが定められた。

## 歴史
マケドニア政府とマケドニア人、アルバニア人の代表に加え、アメリカ合衆国と欧州連合の代表者を交えて行われた一連のオフリド交渉によって合意に漕ぎ着けた。交渉が行われたのはマケドニア共和国南部の都市オフリドであった。
交渉を主導したのは、大統領ボリス・トライコフスキの大統領府事務局長ゾラン・ヨレフスキ（Zoran Jolevski）であった。マケドニア人の側からは、内部マケドニア革命組織・マケドニア国家統一民主党とマケドニア社会民主同盟（SDSM）の代表者が参加し、アルバニア人からはアルバニア人民主党（DPA）と民主繁栄党（PDP）の代表者が参加した。紛争の一方の当事者であった民族解放軍は、直接的には交渉に参加していない。
マケドニア共和国の主要な少数民族であるアルバニア人、その民族的権利はマケドニア人と同等でなければならないとされた。共和国の憲法は少数民族の民族的権利擁護を保障している一方で、その権利はマケドニア人のそれと同等のものではなかった。

## 合意の調印者
- ボリス・トライコフスキ - 第2代マケドニア共和国大統領
- リュブチョ・ゲオルギエフスキ（Ljubčo Georgievski） - 第3代マケドニア共和国首相
- ブランコ・ツルヴェンコフスキ - マケドニア社会民主同盟党首（後の第3代マケドニア共和国大統領）
- アルベン・ジャフェリ（Arbën Xhaferri） - アルバニア人民主党党首
- ユメル・ユメリ（Ymer Ymeri） - 民主繁栄党党首
- フランソワ・レオタール - 欧州連合の調停者
- ジェームズ・W・パーデュ（James W. Pardew） - アメリカ合衆国の調停者